# Bratîșiv, Tlumaci
Bratîșiv (în ucraineană Братишів) este localitatea de reședință a comunei Bratîșiv din raionul Tlumaci, regiunea Ivano-Frankivsk, Ucraina.

## Demografie
Componența lingvistică a localității Bratîșiv
     Ucraineană (99,88%)
     Alte limbi (0,12%)
Conform recensământului din 2001, majoritatea populației localității Bratîșiv era vorbitoare de ucraineană (99,88%), existând în minoritate și vorbitori de alte limbi.